# SpaceX CRS-21
SpaceX CRS-21 eller SpX-21 var en obemannad flygning till Internationella rymdstationen med SpaceX:s rymdfarkost Dragon 2. Farkosten sköts upp en Falcon 9-raket, från Kennedy Space Center LC-39, den 6 december 2020. Den dockade med rymdstationen den 7 december 2020.
Farkosten levererade bland annat luftslussen Bishop Airlock till rymdstationen.
Farkosten lämnade rymdstationen den 12 januari 2021, drygt ett dygn senare återinträdde den i jordens atmosfär och landade i Mexikanska golfen.